# Colombia in My Arms
Colombia in My Arms (Colômbia era Nossa em português | Colombia fue nuestra em espanhol) é um longa-metragem documental de 2020 produzido entre Finlândia, Noruega, Dinamarca e França. A direção e roteiro ficam a cargo da dupla finlandesa Jenni Kivistö e Jussi Rastas. O filme aborda o acordo de paz celebrado entre os guerrilheiros das Forças Armadas Revolucionárias da Colômbia e o governo colombiano, sob a ótica de quatro personagens com posições muito claras a respeito do acordo.
Produção ganhadora de 14 prêmios internacionais, venceu na categoria de melhor documentário nos festivais de cinema de Gotemburgo, Balneário Camboriú, Oslo e Sucre, e obteve indicações na mesma categoria em outros eventos internacionais.
Em março de 2021, o filme estreou comercialmente no Brasil nas plataformas digitais Amazon Prime, Google, Mowies e Vimeo.

## Produção
A ideia original da produção era fazer um filme poético sobre a anunciada paz. “No entanto, apesar da assinatura, o clima tornou-se difícil tanto nas áreas rurais quanto nas cidades”, relembra a cineasta Jenni Kivistö. “Sentimos que era importante começar a entender esta situação confusa. A celebrada paz já não parecia tão óbvia e a realidade se mostrou muito mais complexa”, resume. Atualmente em sua terra natal, Jenni viveu sete anos na Colômbia.
O tempo de produção durou três anos, metade dedicada às filmagens na capital Bogotá e interior, e ouviu de camponeses a figuras políticas. “Desde o começo ficou claro que iríamos fazer um documentário polifônico com vozes muito diversas, de várias vertentes da sociedade colombiana”, explica Jussi Rastas, que tem experiência como produtor audiovisual em zonas de conflito pelo mundo. “Esta foi uma oportunidade para abrir janelas para o público compreender melhor as várias realidades desta situação”, conclui.

## Sinopse
Colombia in My Arms apresenta a visão de quatro personagens relacionados com o acordo de paz: um ex-combatente das FARC, um camponês cocalero, um aristocrata e uma congressista do partido Centro Democrático. Os dois primeiros defendem a assinatura do acordo e os dois últimos demonstram inconformidade com os resultados do mesmo, demonstrando que na Colômbia existe uma forte polarização política.
A narrativa acompanha Ernesto, um ex-guerrilheiro das FARC, na transição de entregar suas armas e dar seus primeiros passos para uma vida normal e a participação política. Enquanto a Colômbia enfrenta uma oportunidade crucial para a mudança, Ernesto e a sociedade polarizada que o rodeia se veem empurrados a uma situação em que todos temem pelo futuro e sua própria sobrevivência. O que acontece com uma paz frágil em um país desigual se fazer o "incorreto" pode justificar-se facilmente como o único meio de luta? Através da situação de um país, o documentário reflete a condição humana a nível universal.

## Recepção
O documentário teve sua première no Brasil na Mostra Internacional de Cinema de São Paulo na competição de novos diretores e depois participou do Festival Internacional Cinema em Balneário Camboriú, onde recebeu o prêmio de melhor longa-metragem. O crítico de cinema Luiz Zanin comentou a obra em sua participação na TV dos Trabalhadores: “É um filme muito bom, que não barateia a situação que é complexa. Eu prefiro o cinema que me mostra a complexidade do real e me leva a pensar". Jorge Cruz Jr. do portal Apostila de Cinema escreveu: "Colômbia Era Nossa é um importante documento sobre o panorama atual da sociedade colombiana. Jenni Kivistö e Jussi Rastas vão direto ao ponto".
Na Europa, Nick Holdsworth do The European Documentary Magazine escreveu sobre o filme: "Eloquente e sensível. Qualidade onírica interrompida por ocasionais arroubos de violência. Visão equilibrada das consequências do tão anunciado acordo de paz da Colômbia". O crítico e ex-diretor da European Documentary Network, Tue Steen Müller opinou: "Um filme documental impressionante, distante do estilo de reportagem: uma interpretação visual ampla, um drama com personagens fortes. Os cineastas foram bem-sucedidos ao criar um drama tão bom quanto qualquer ficção". Para Marta Balaga do portal Cineuropa, o filme "parece muito mais longo que seus 90 minutos de duração. Para não dizer desordenado, já que os diretores tentam abarcar várias perspectivas sacrificando a profundidade do relato, apesar de um início promissor".
Já na Colômbia, o crítico de cinema Jerónimo Rivera-Betancur ressaltou a polifonia da obra: “Os documentaristas conseguem estruturar uma narrativa fluida e estética onde as palavras dizem tanto quanto a música e as imagens. Há subtextos claros neste documentário e esse é um de seus maiores méritos. Os personagens são tratados com respeito, mas sem condescendência, e os diretores evitam habilmente serem panfletários ou ativistas políticos ao apresentar os dois lados da moeda". Em sua resenha do filme, o portal do jornal El Punto destacou que o documentário "é um olhar polifônico em direção à paz".

## Prêmios e indicações
| Ano  | Prêmio/Festival                                                 | Categoria                                                | Resultado | Ref.   |
| ---- | --------------------------------------------------------------- | -------------------------------------------------------- | --------- | ------ |
| 2020 | Festival de Cinema de Gotemburgo                                | Prêmio Dragão - Melhor Documentário Nórdico              | Venceu    | [ 20 ] |
| 2020 | Nordisk Panorama                                                | Prêmio de Nova Voz Nórdica - Documentário                | Venceu    | [ 21 ] |
| 2020 | Festival Internacional de Cinema em Balneário Camboriú          | Corujinha de Ouro - Melhor Longa-metragem                | Venceu    | [ 12 ] |
| 2020 | Mostra Internacional de Cinema de São Paulo                     | Competição Novos Diretores                               | Indicado  | [ 22 ] |
| 2020 | Films from the South                                            | Prêmio Doc:South - Melhor Documentário 2020              | Venceu    | [ 23 ] |
| 2020 | Festival Internacional de Cine de los Derechos Humanos de Sucre | Prêmio Ojo Internacional                                 | Venceu    | [ 24 ] |
| 2020 | SEMINCI                                                         | Competição Tiempo de Historia                            | Indicado  | [ 25 ] |
| 2020 | HumanDOC International Documentary Film Festival                | Prêmio Especial                                          | Venceu    | [ 26 ] |
| 2020 | Naples Human Rights Film Festival                               | Premio de la Federazione Italiana Dei Circoli Del Cinema | Venceu    | [ 27 ] |
| 2020 | Naples Human Rights Film Festival                               | Menção Especial - Human Rights Doc                       | Venceu    | [ 27 ] |
| 2020 | FIGRA                                                           | Menção Especial                                          | Venceu    | [ 28 ] |
| 2020 | FIGRA                                                           | Prêmio Aïna Roger Esj Lille                              | Venceu    | [ 28 ] |
| 2020 | Râsnov Film and Histories Festival                              | Menção Especial                                          | Venceu    | [ 29 ] |
| 2020 | Festival Ícaro                                                  | Menção Especial                                          | Venceu    | [ 30 ] |
| 2021 | Censurados Film Festival                                        | Competição Internacional - Melhor Filme                  | Venceu    | [ 31 ] |
| 2021 | Movies that Matter                                              | Prêmio Camera Justitia                                   | Indicado  | [ 32 ] |
| 2021 | MDOC - Festival Internacional de Documentário de Melgaço        | Menção Especial                                          | Venceu    | [ 33 ] |